# Zidani Most
Zidani Most es una localidad eslovena de 284 habitantes (2011), perteneciente al municipio de Laško, en la región de Savinia, en la antigua Baja Estiria, al nordeste del país. La población se sitúa en la confluencia de los ríos Sava y Savinja. 
El topónimo de la localidad (en alemán Steinbrück) significa en español "Puente de Piedra" y proviene del que construyó en el lugar Leopoldo VI, Duque de Austria, en 1224; puente que resultó destruido en 1442 en las batallas entre el emperador Federico III y los condes de Celje.
Pese a su pequeño tamaño, Zidani Most, por su situación estratégica, cuenta con una importante estación de trenes y nudo ferroviario.

## Enlaces externos

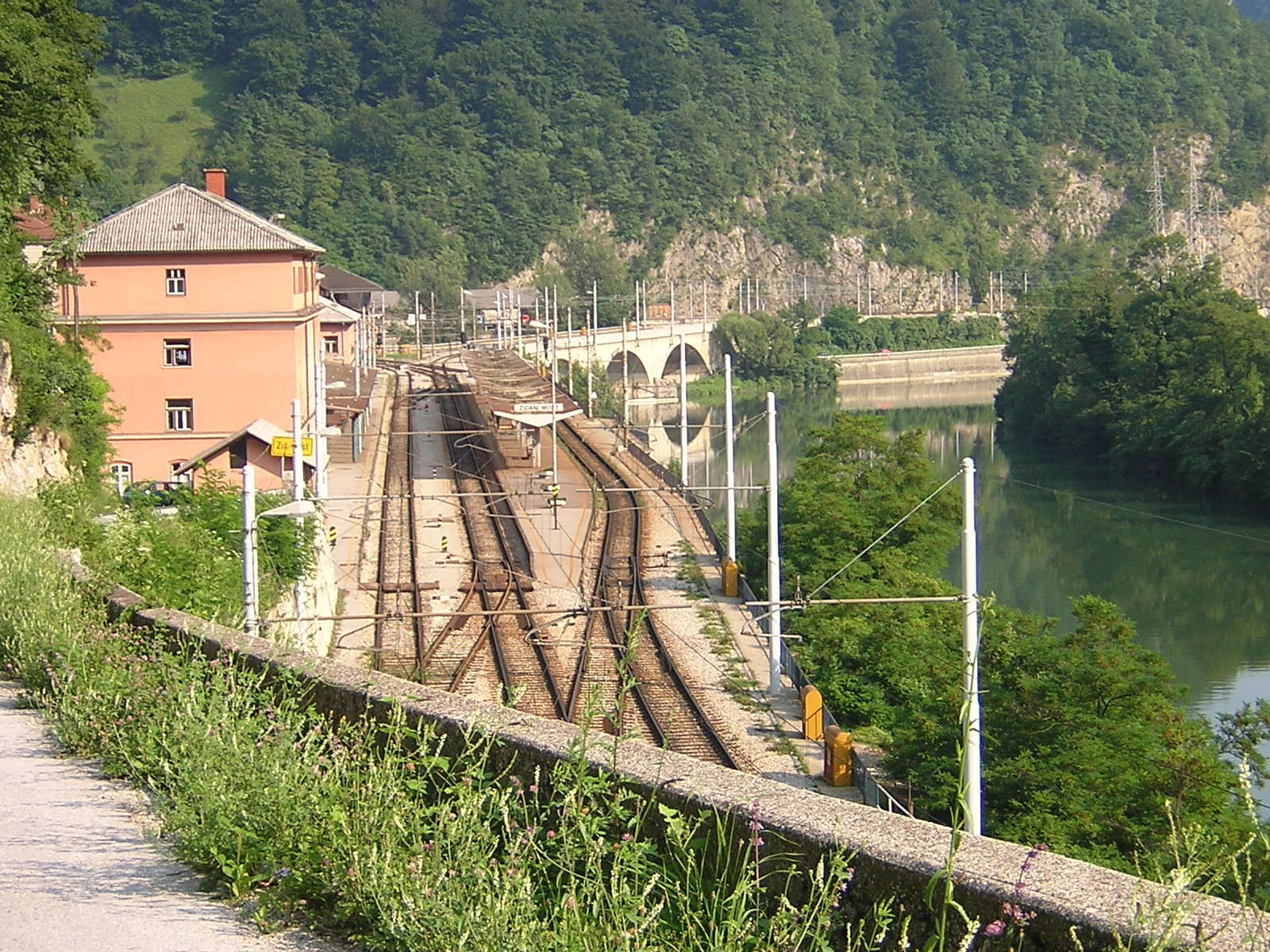
Zidani Most.